# Kasseedorf
Kasseedorf är en kommun och ort i Kreis Ostholstein i förbundslandet Schleswig-Holstein i Tyskland.
Kommunen ingår i kommunalförbundet Amt Ostholstein-Mitte tillsammans med ytterligare fyra kommuner.